# TVP
Польське телебачення (пол. Telewizja Polska) — польська суспільна телекомпанія, що з'явилася в ефірі 1952 року.
27 грудня 2023 року було ухвалено рішення про ліквідацію компанії.

Основні Телеканали TVP

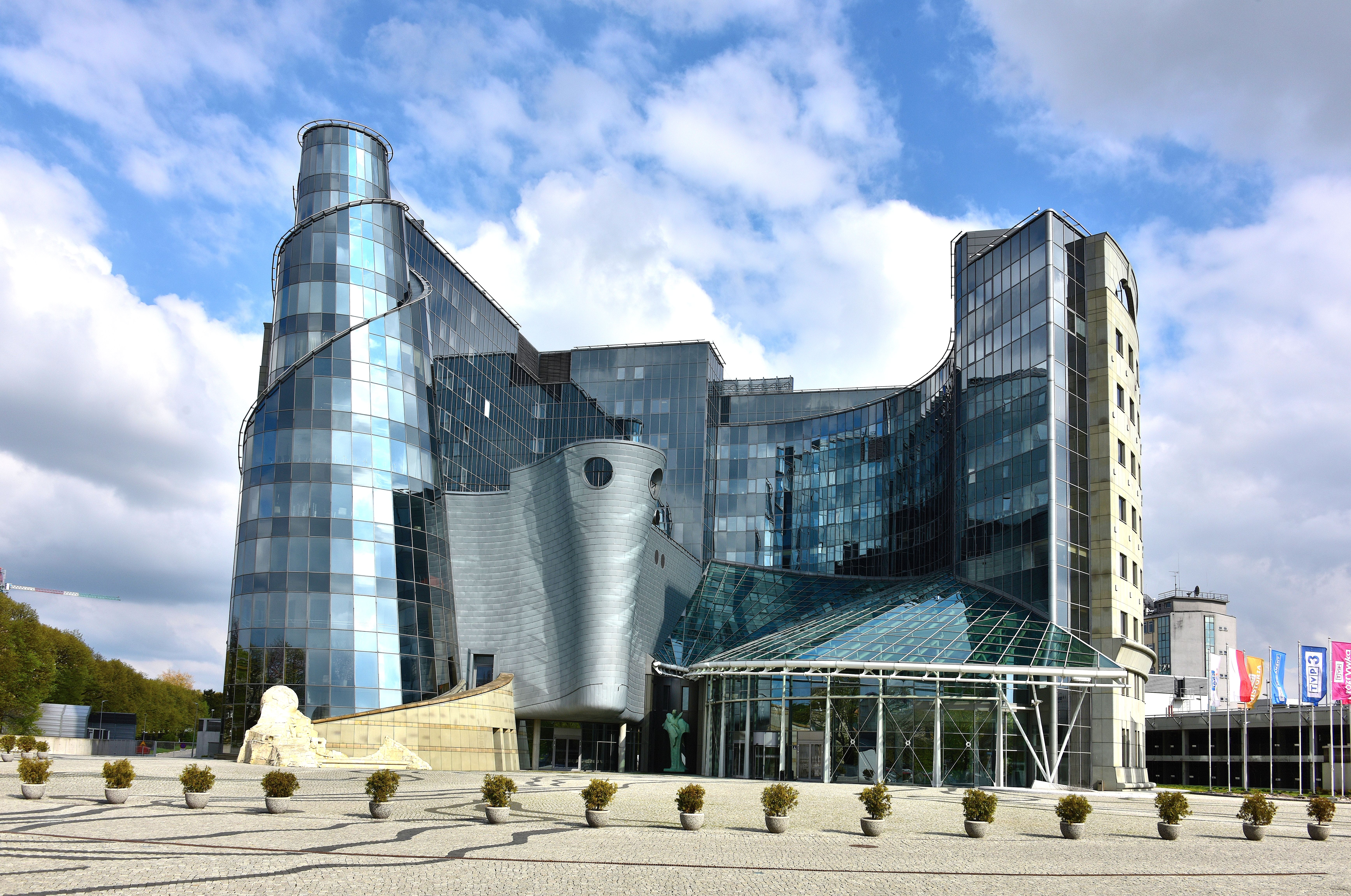
Новий будинок TVP

## Історія
- 1935 — Państwowy Instytut Telekomunikacji починає працювати разом з Польським Радіо для встановлення телевізійної трансляції
- 1937 — закінчення встановлення ретрансляційної станції
- 1938, жовтень — експериментальний канал, постійні програми транслюються з 1941 року
- 1939, вересень — усе було знищено німецькою армією
- 1947 — ДІТ повертається до роботи над телевізійними трансляціями
- 1951, грудень — перші польські трансляції після Другої Світової
- 1952, 25 жовтня — початок регулярних програм
- 1971, 16 травня — розпочата трансляція у кольорі (в SECAM)
- 1992 — Polskie Radio i Telewizja стає членом Європейського Телерадіомовного Союзу
- 1992, 29 грудня — було розділено Польське Радіо і Польське Телебачення
- 1995 — система передачі зображена змінена з SECAM на PAL.

## Канали

### Цифрове наземне мовлення
| LCN | Назва          | Логотип      | Мережа мовлення     | Початок мовлення  |
| --- | -------------- | ------------ | ------------------- | ----------------- |
| 1   | TVP1           |              | DVB-T MUX-3         | 25 жовтня 1952    |
| 2   | TVP2           |              | DVB-T MUX-3         | 2 жовтня 1970     |
| 3   | TVP3           |              | HbbTV / DVB-T MUX-3 | 5 вересня 1994    |
| 19  | TVP Polonia HD |              | DVB-T2 MUX 6        | 9 грудня 2011     |
| 20  | TVP Nauka      |              | DVB-T2 MUX 6        | 3 жовтня 2022     |
| 24  | TVP Dokument   | bezramki     | DVB-T2 MUX 6        | 19 листопада 2020 |
| 27  | TVP Rozrywka   |              | DVB-T2 MUX 6        | 15 квітня 2013    |
| 28  | Alfa TVP       |              | DVB-T2 MUX 6        | 24 січня 2023     |
| 29  | TVP ABC        | Logo TVP ABC | DVB-T2 MUX-1        | 15 лютого 2014    |
| 30  | TVP Kultura    |              | DVB-T2 MUX 6        | 27 жовтня 2010    |
| 31  | TVP Historia   |              | DVB-T MUX-3         | 27 жовтня 2010    |
| 32  | TVP Sport      |              | DVB-T MUX-3         | 7 червня 2018     |
| 33  | TVP World      |              | DVB-T2 MUX 6        | 24 жовтня 2022    |
| 34  | TVP Info       |              | HbbTV / DVB-T MUX-3 | 6 жовтня 2007     |
| 35  | TVP Kobieta    |              | DVB-T2 MUX-6        | 8 березня 2021    |
| 36  | Белсат         |              | DVB-T2 MUX 6        | 24 січня 2023     |
| 92  | TVP ABC 2      |              | DVB-T MUX-3 (HbbTV) | 10 листопада 2021 |
| 93  | TVP Historia 2 |              | DVB-T MUX-3 (HbbTV) | 1 березня 2021    |
| 94  | TVP Kultura 2  |              | DVB-T MUX-3 (HbbTV) | 26 червня 2020    |

### Загальнонаціональні
- TVP1
- TVP2
- TVP3
- TVP HD

### Регіональні
- TVP3 Białystok
- TVP3 Bydgoszcz
- TVP3 Gdańsk
- TVP3 Gorzów Wielkopolski
- TVP3 Katowice
- TVP3 Kielce
- TVP3 Kraków
- TVP3 Lublin
- TVP3 Łódź
- TVP3 Olsztyn
- TVP3 Opole
- TVP3 Poznań
- TVP3 Rzeszów
- TVP3 Szczecin
- TVP3 Warszawa
- TVP3 Wrocław

### Тематичні
- TVP Kultura – культурно-просвітницький
- TVP Sport – спортивний
- TVP Historia – пізнавальний
- TVP Info – інформаційний
- TVP Seriale – фільмовий
- TVP Rozrywka – розважальний
- TVP ABC – для дітей
- TVP 4K – спортивний із тансляцією зображення в 4K (Ultra HD)
- TVP Kobieta – розважальний[17]
- TVP Dokument – документальний[18]
- TVP Nauka – науково-популярний[19]
- Alfa TVP – розважальний

### Інтернет-мовлення
- TVP Parlament – діяльність центральних органів влади
- Jasna Góra TV – релігійний[20]
- TVP Kultura 2 – культурно-просвітницький
- TVP Historia 2 – історичний
- TVP ABC 2 – для дітей

### Гібридне телебачення
- TVP Polonia
- Белсат
- TVP Wilno
- TVP World